# پرتقال خونی (فیلم ۱۹۵۳)
«پرتقال خونی» (انگلیسی: Blood Orange (film)) یک فیلم به کارگردانی ترنس فیشر است که در سال ۱۹۵۳ منتشر شد. از بازیگران آن می‌توان به تام کانوی و میلا پارلی اشاره کرد.